# 日本建材・住宅設備産業協会
一般社団法人日本建材・住宅設備産業協会（にほんけんざい・じゅうたくせつびさんぎょうきょうかい）は、日本の建築材料、住宅設備・機器の開発・製造又は流通・販売を行う企業・団体により、業界の横断的な組織として構成された団体。略称は建産協（けんさんきょう）。所在地は東京都中央区日本橋浜町。英語表記はJapan Construction Material & Housing Equipment Industries Federationで、英語略称はJ-CHIF（ジェイシフ)。

## 概要
日本建材・住宅設備産業協会は、建材･住宅設備産業及び機器に関する情報の収集、提供、調査･研究、良質な建材･住宅設備機器の普及及び啓発等を行うことにより、建材･住宅設備産業の基盤整備及び振興を図り、もって我が国産業の発展と国民生活の向上に寄与することを目的としている。

現在の組織と主な事業は次の通りである。

### 企画委員会
- 建材・住宅設備の統計情報のとりまとめ、最新技情報、協会活動、行政関連情報等の提供、情報誌の発行、デジタルカタログ「カタラボ」の利用促進と情報の充実など。

### 品質・環境委員会
- ホルムアルデヒド発散等級表示制度及び４VOC自主表示制度の運用、抗菌性能基準使用証明、調湿建材表示制度の運用など。

### エネルギー委員会
- ネットゼロエネルギーハウス（ZEH）に関する中小工務店向けの支援ツール作成や普及広報、断熱リフォームの普及広報、優良断熱材の認証など。

### リフォーム推進委員会
- リフォーム市場の活性化に向けた規制改革への提案、「住宅の燃費」、リフォームの価値などの普及啓発、マンション省エネ改修の推進など。

### 標準化委員会
- 建材・住宅設備に関する標準化、木材プラスチック再生複合材（WPRC）に関する標準の普及広報活動、「人とIoT住宅との協調安全に関する国際標準化事業」への取組み、IoT住宅関連規格の普及基盤構築など。

### 国際委員会
- 建材・住宅設備の規格・標準、制度・仕組みに関する情報収集と共有化、アセアン諸国等への技術支援、ISO、IEC等の国際規格にかかわる情報収集・提供、国際標準の提案など。

## 沿革
日本建材・住宅設備産業協会の沿革は次の通りである。
- 1949年（昭和24年） – 社団法人日本建設材料協会設立。
- 1970年（昭和45年） – 社団法人日本住宅設備システム協会設立。
- 1988年（昭和63年） – 日本建設材料協会が社団法人日本建材産業協会に改組・改名。
- 1990年（平成2年） – 景観材料推進協議会が発足。
- 2005年（平成17年） – 社団法人日本住宅設備システム協会が解散。主な事業を日本建材産業協会が承継し、社団法人日本建材・住宅設備産業協会に改名。
- 2007年（平成19年） – 景観材料推進協議会が解散、日本建材・住宅設備産業協会が事業を承継。
- 2012年（平成24年）－ 一般社団法人に移行。

## 歴代会長
- 潮田健次郎 (1988-1990) トーヨーサッシ株式会社社長
- 斎藤義則 (1990-1994) 大建工業株式会社社長
- 川上正平 (1994-1996) 新日軽株式会社会長
- 北岡徹 (1996-2000) 日本セメント株式会社会長
- 瀬谷博通 (2000-2004) 旭硝子株式会社会長
- 六車襄二 (2004-2006) 大建工業株式会社会長
- 吉田忠裕 (2006-2008) YKK AP株式会社社長
- 木瀬照雄 (2008-2010) TOTO株式会社社長
- 藤本勝司 (2010-2012) 日本板硝子株式会社会長
- 長榮周作 (2012-2014) パナソニック株式会社エコソリューションズ社社長
- 藤森義明 (2014-2016) 株式会社LIXIL社長兼CEO
- 石村和彦 (2016-2018) 旭硝子株式会社会長
- 北野亮 (2018-2019) パナソニック株式会社エコソリューションズ社社長
- 道浦正治 (2019-2020) パナソニック株式会社ライフソリューションズ社社長
- 億田正則 (2020-2022) 大建工業株式会社社長
- 堀秀充 (2022-2024) YKK AP株式会社社長
- 瀬戸欣哉 (2024-) 株式会社LIXIL社長兼CEO

(役職は就任時のもの)